# ヘラルト・ハウクヘースト
ヘラルト・ハウクヘーストまたはヘーリット・ハウクヘースト（Gerard Houckgeest または Gerrit Houckgeest、1600年ごろ - 1661年8月）は、オランダの画家である。17世紀の前半に教会の内部という題材を描いた画家たちの一人である。

## 略歴
デン・ハーグの裕福な商人の一族に生まれた。叔父のヨアヒム・ハウクヘースト(Joachim Houckgeest: c.1585-1644)は成功した肖像画家であった。デン・ハーグで画家、建築家のバルトロメウス・ファン・バッセン(Bartholomeus van Bassen: 1590–1652)に学んだ。1925年にデン・ハーグの聖ルカ組合の会員になった。1930年代にイギリスで活動した期間があると考えられていて、イギリス国王、チャールズ1世が ハウクヘーストの作品5点を所有していたとされ、その中にはハウクヘーストの最も初期の作品とされる1635年の日付けのある架空の教会の室内を7描いた作品が含まれていて、この作品は現在、ハンプトン・コート宮殿にある。
1635年にデルフトに移り、デルフトの聖ルカ組合にに加入し、1636年11月ににデルフトで裕福な女性と結婚した。1639年ごろ、聖ルカ組合を退会し、デン・ハーグに戻り、兄弟と醸造業を営んだ。1644年からデン・ハーグの醸造所に住んだ。1640年代には市議会に飾られるタペストリーのデザインをした。
妻の母親からの遺産を相続し、1751年にベルヘン・オプ・ゾームに邸を購入し、そこに住んだ。1661年にベルヘン・オプ・ゾームで亡くなった。
絵を学んだバルトロメウス・ファン・バッセンのスタイルを継承し、建物の外観や内部を描いた。当初は架空の建築を描いていたが、1650年ごろから、デルフト旧教会Oude Kerkや新教会Nieuwe Kerkの内部を描いた。現在ハンブルク美術館に収蔵されている「オラニエ公ウィレム1世の墓のあるデルフト新教会の内部」などの作品で知られている。ヘンドリク・コルネルスゾーン・ファン・フリート(c.1611-1675)やエマヌエル・デ・ウィッテ(1617-1692)といった画家に影響を与えた。

## 作品

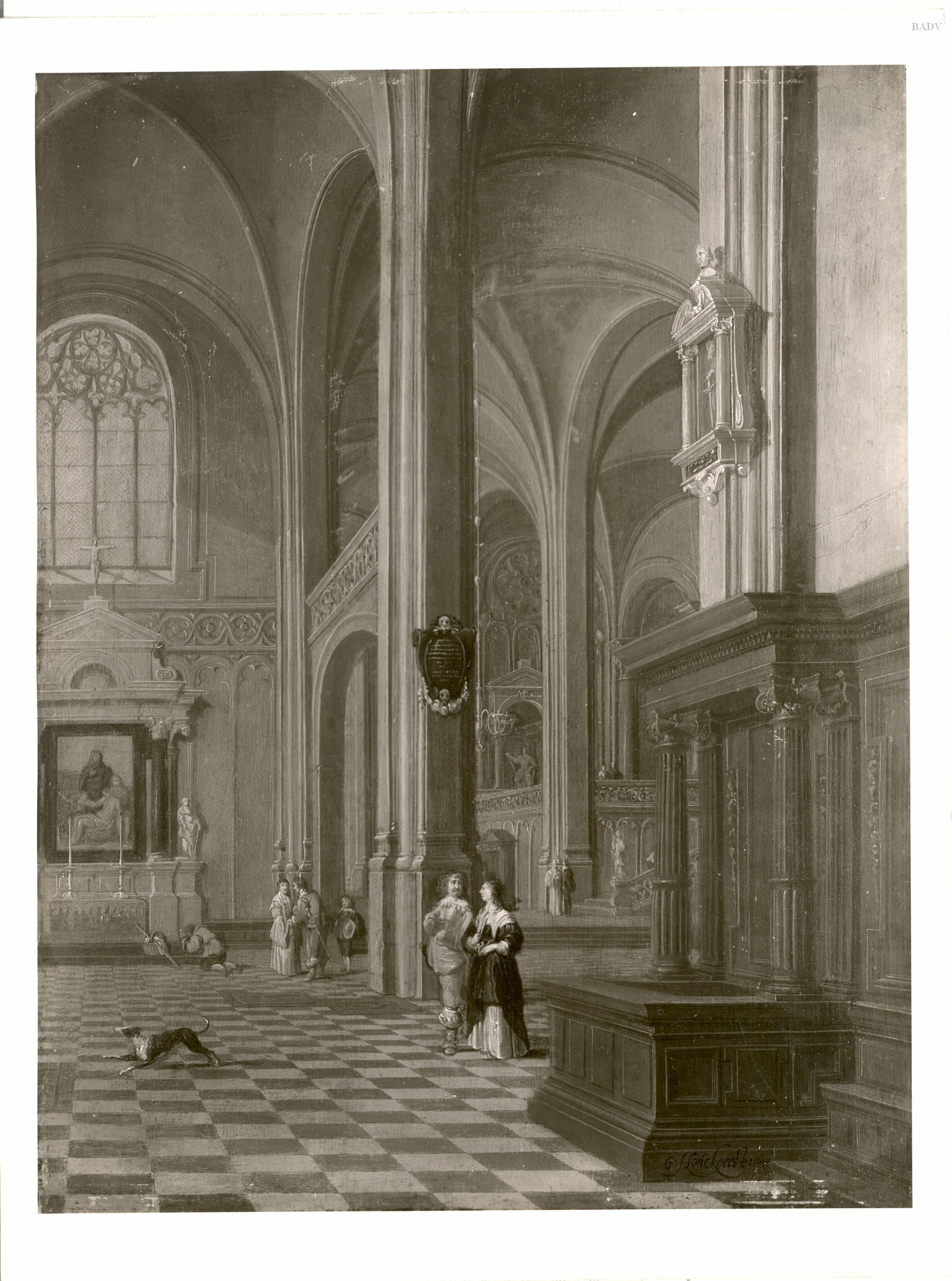
架空の教会の内部(1640)
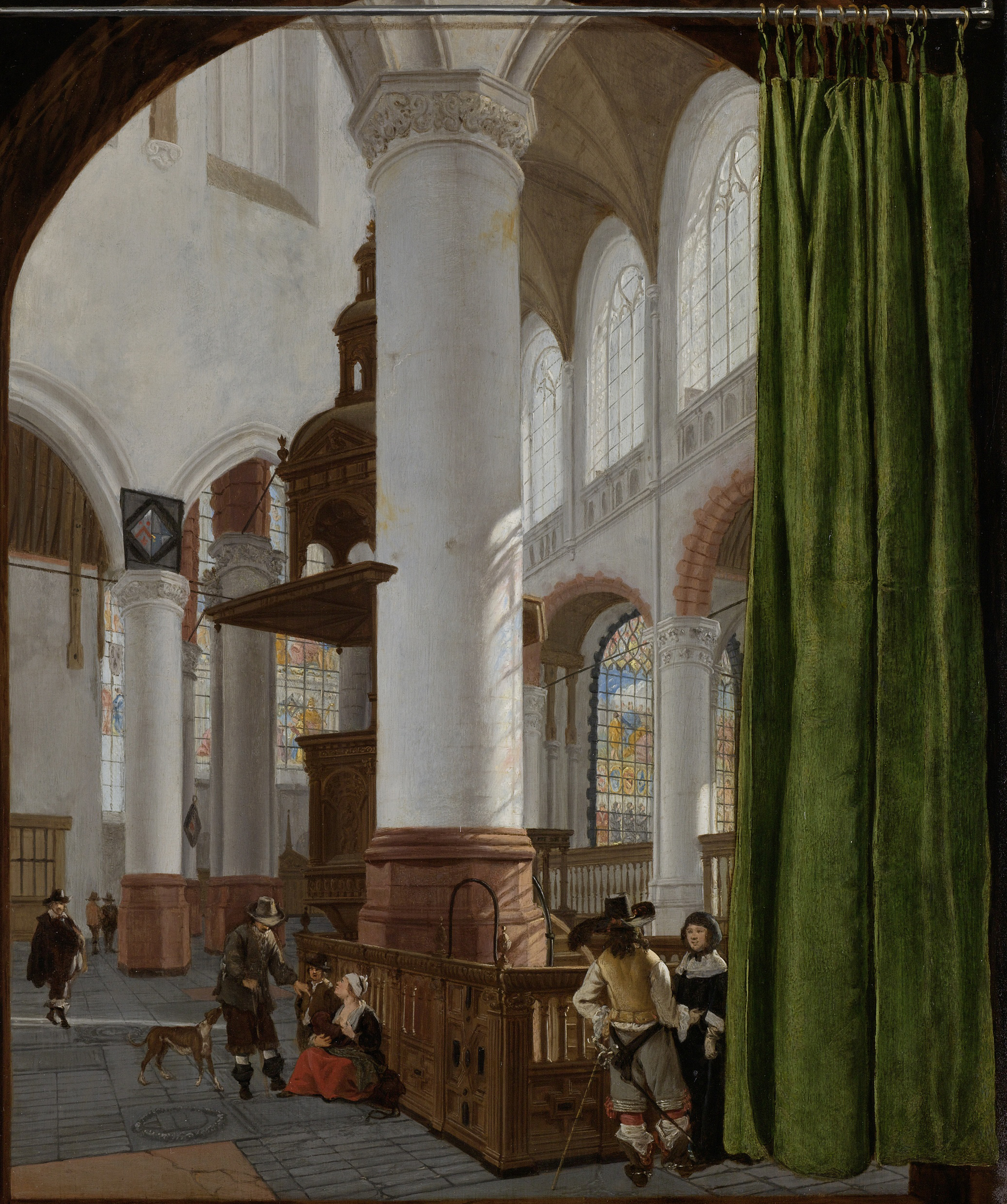
『デルフト旧教会の内部』 (1654) アムステルダム国立美術館
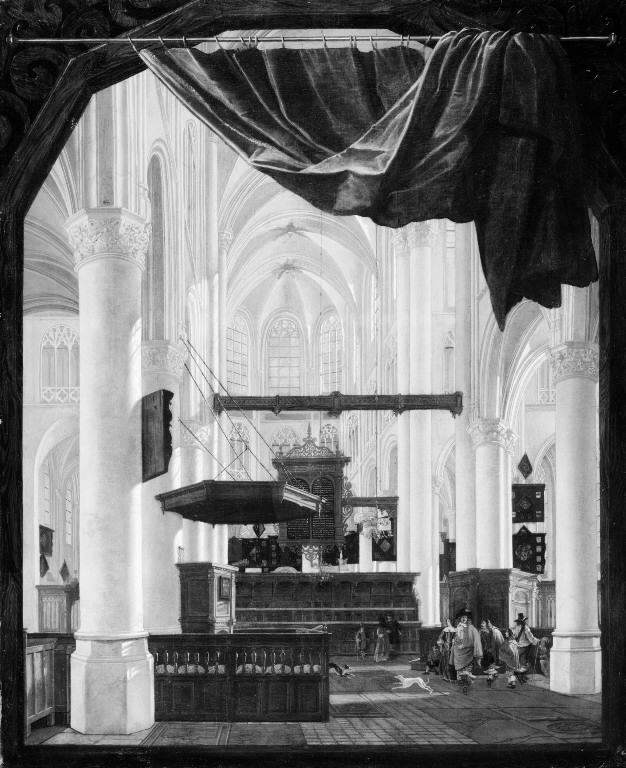
ベルヘン・オプ・ゾームのSint Gertrudiskerkの内部 (1655) コペンハーゲン国立美術館
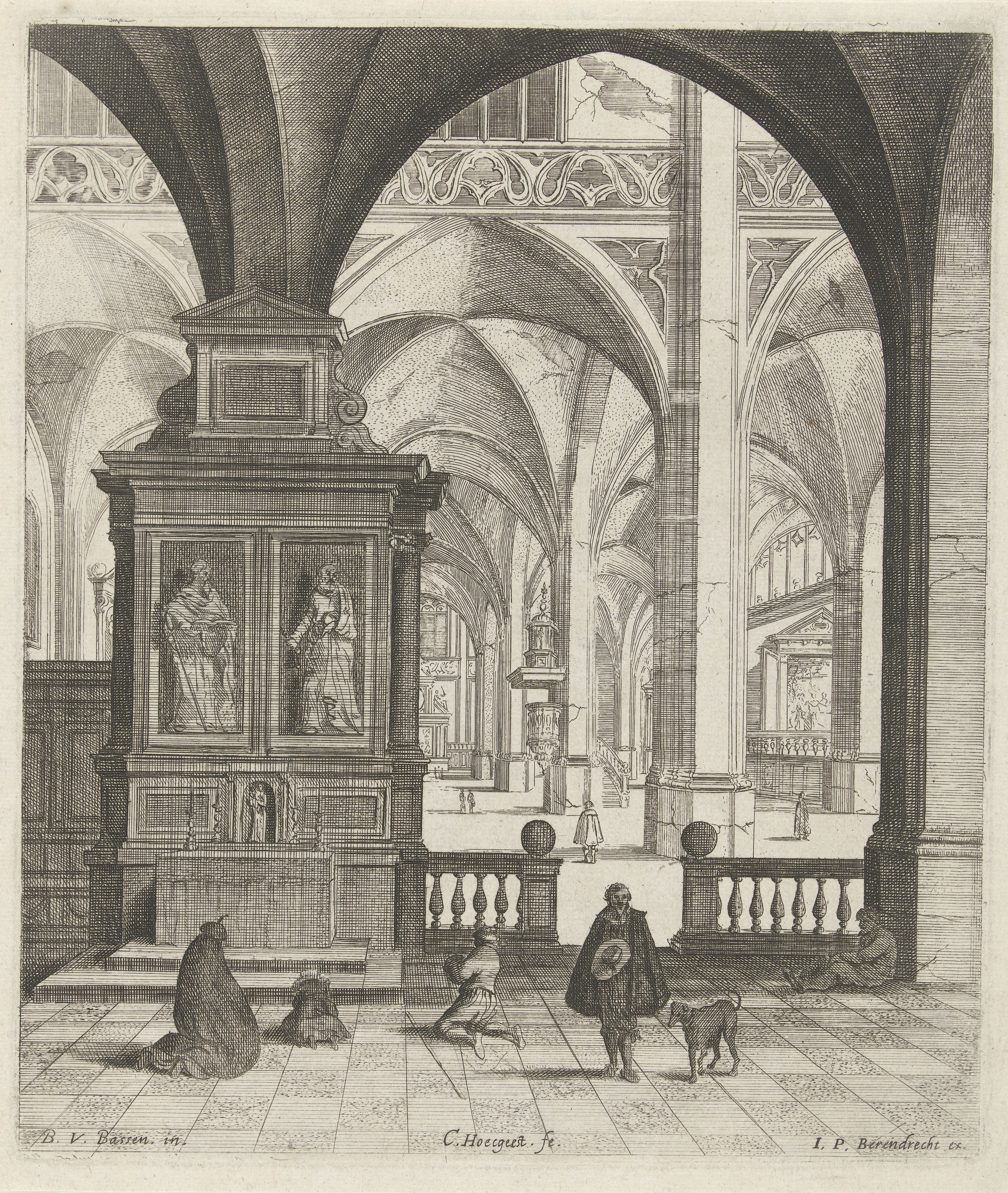
バルトロメウス・ファン・バッセンのデザインによるハウクヘーストの版画作品

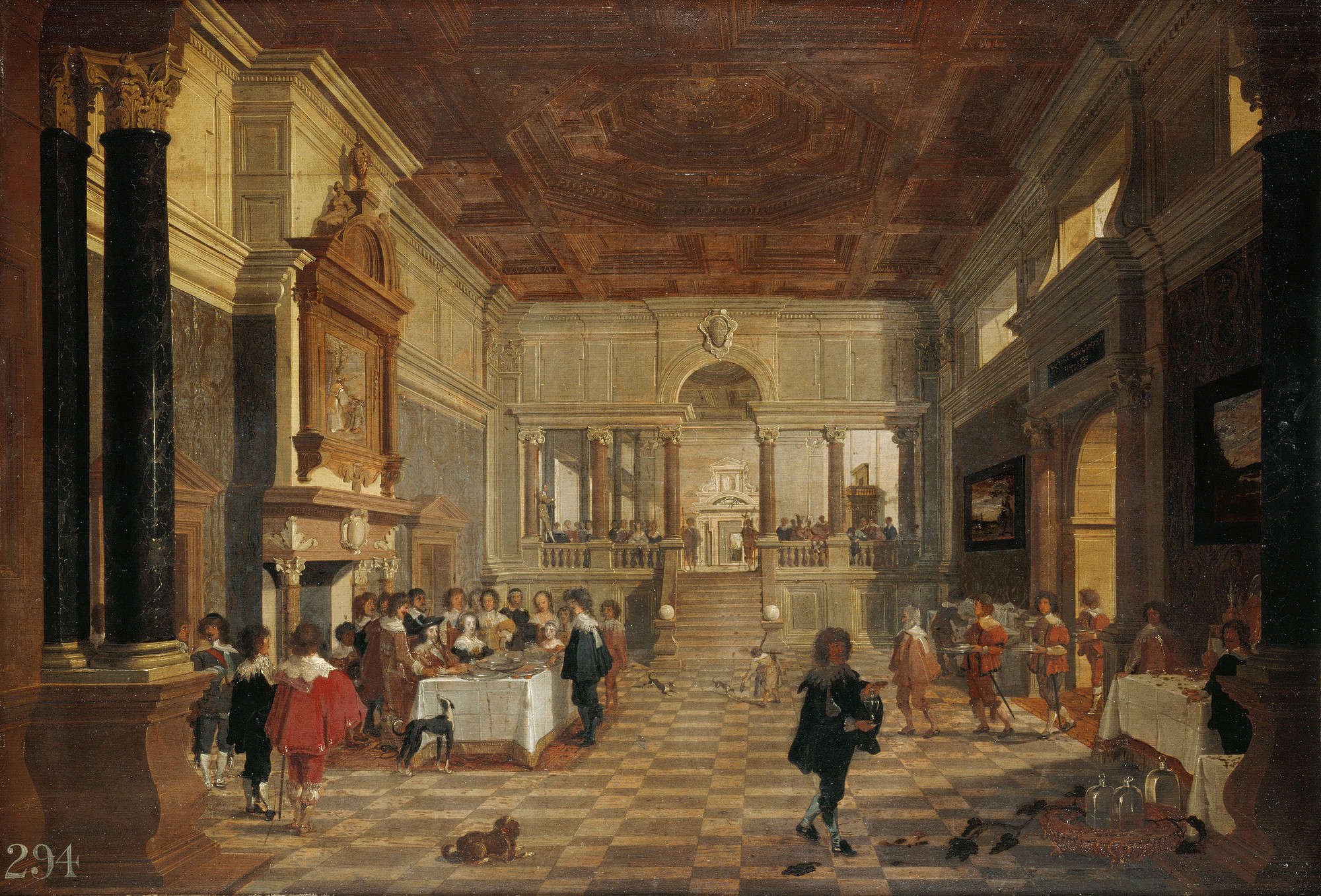
チャールズ1世たの食事風景 (Jan van Belcampと共作、1635) ロイヤル・コレクション
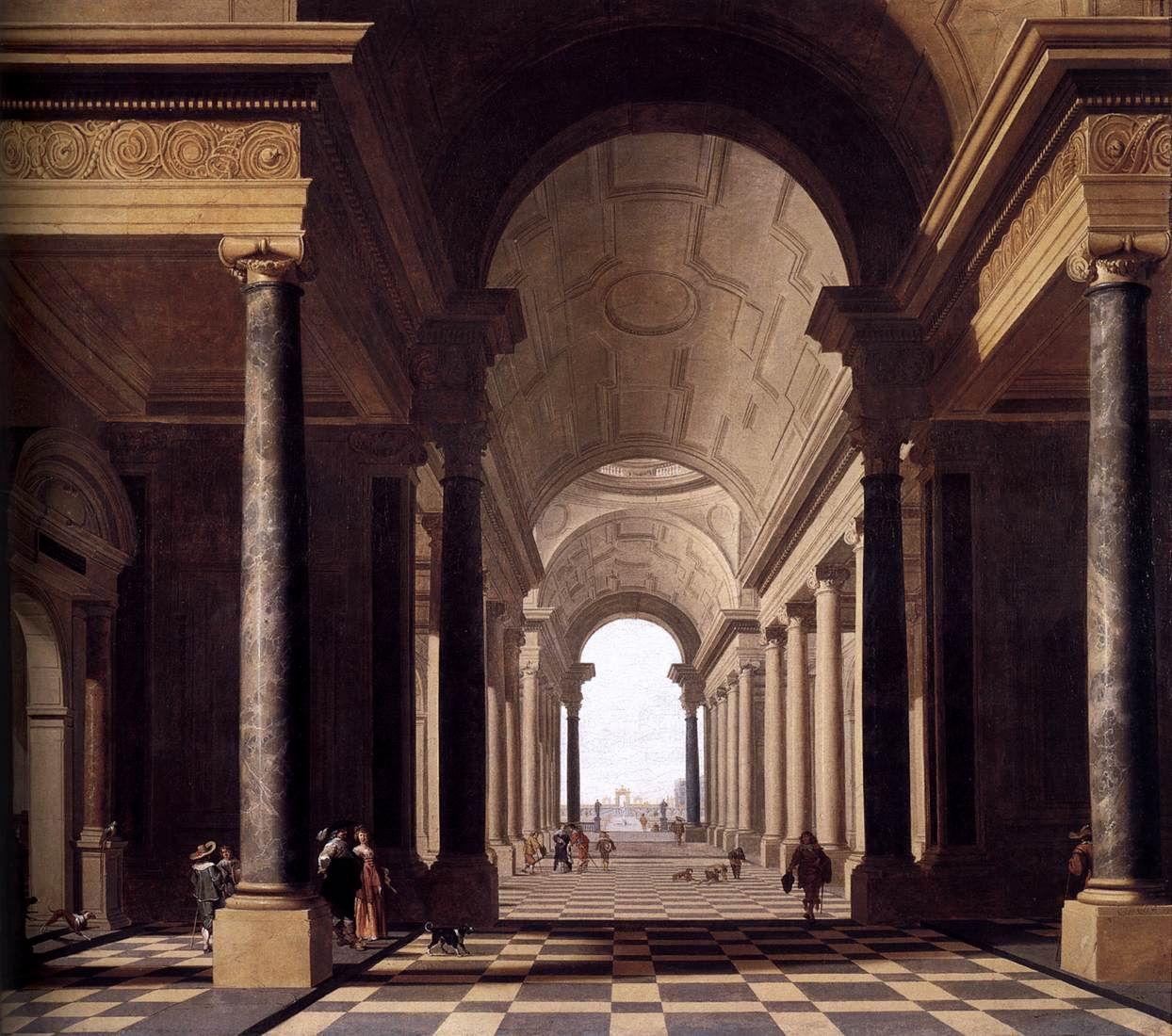
架空の教会 (1638) National Galleries Scotland
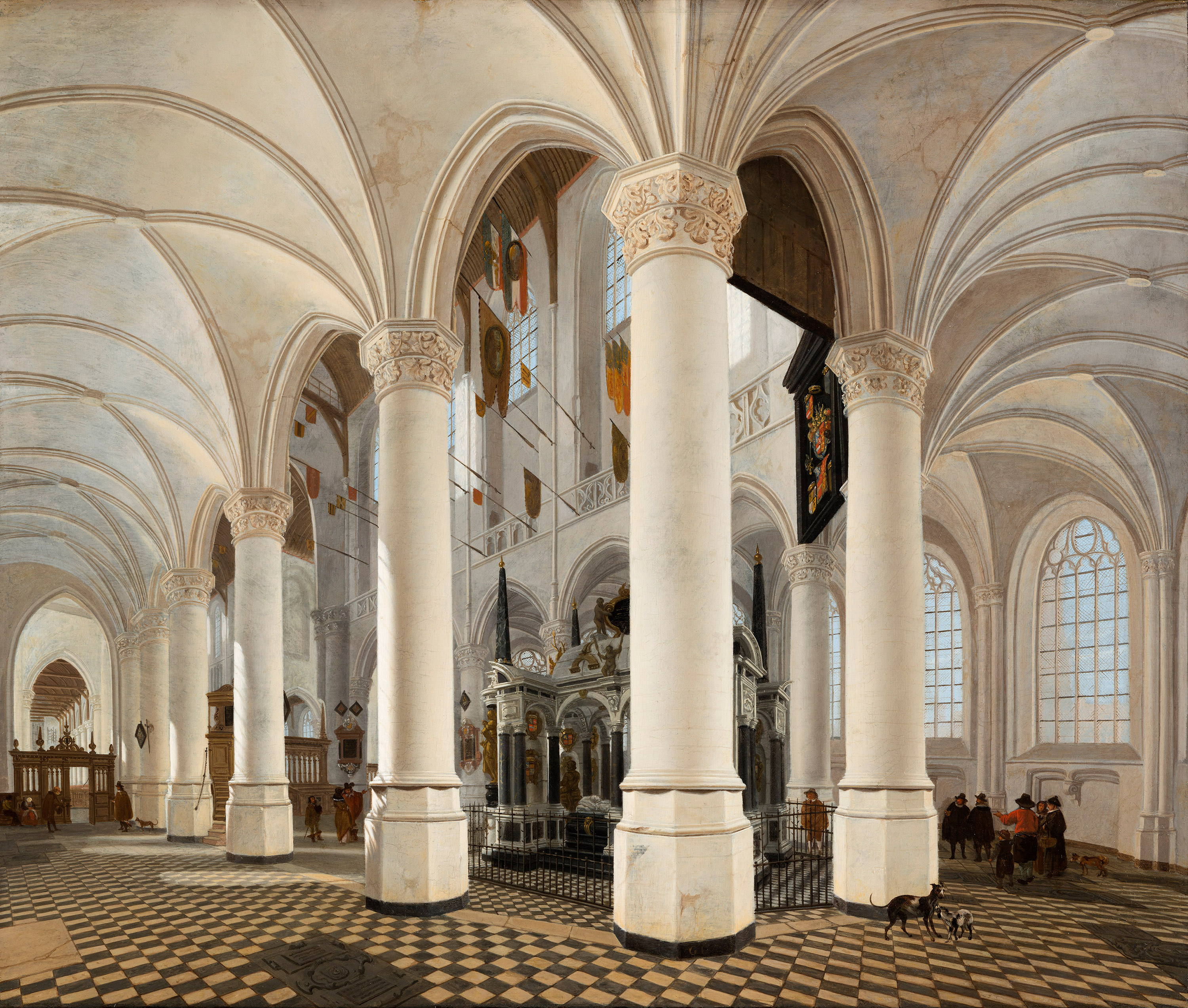
「オラニエ公ウィレム1世の墓のあるデルフト新教会の内部」(1651) マウリッツハイス美術館